# シモーネ・トマシーニ
シモーネ・トマシーニ（Simone Tomassini、1974年5月11日 - ）は、イタリアのシンガーソングライター。サンレモ音楽祭に出演するなど母国イタリアでは国民的なミュージシャンとして良く知られる。

## 来歴
シモーネ・トマシーニ (通称、シモーネ) は、 イタリアはコモのヴェルテマーテ・コン・ミノプリオで生まれる。 ミラノの Accademia di Musica Moderna で音楽を学び、2004年にサンレモ音楽祭にて代表作 "É stato tanto tempo fa" を演奏。EMI からリリースした彼のアルバムGiorni及びシングル "Il mondo che non c'è"はラジオでヒットし、Vasco Rossi のBuoni o cattivi オープニングアクトや、Festivalbar などをはじめとしたツアーを成功させる。
2005年、トマシーニはイタリア放送協会 RAI music の reality show や、Simona Ventura のイタリア TV シリーズ Music Farm に出演。 同年五月にセカンドアルバム Buon viaggioをリリースし、10月には Vasco Rossi の Buoni o cattivi をはじめとしたイタリア全国区のツアーを成功させ、DVD "Alcatraz Club in Milan" を2006年にリリース。同年、サードアルバム Sesso gioia rock 'n' roll をリリース。収録曲 "Fuori come un balcone" が Jerry Calà 監督映画作品 Vita Smeraldaのサウンドトラックに起用される。
2007年、"Niente da perdere"がヒット。 2008年9月、フットボールチーム Calcio Como の式典にて "Quando sei comasco"を熱唱。Stefano Borgonovo のトリビュートを Stadio Giuseppe Sinigaglia にて行う。 2009年、Boario Summer Festival にゲスト出演。 コモのメイン会場にてソロコンサートを成功。 同年、アメリカはニューヨークに遠征し、名門 Webster Hall などでギグを行う。 2011年5月11日、4作目のアルバム "Caduta Libera" はアメリカの Gallery Records Inc. より全世界リリース。オーディオマスターリングはニューヨークにある名門 Sterling Sound studios で行う。この年、初のワールドツアー "Sempre in Tour" を "Data Zero" と Cagno Palasport から開始。

## ディスコグラフィー

### シングル
- "É stato tanto tempo fa", 2004. Label: EMI Italia
- "Niente da perdere", 2007. Label: Universal Music Italia
- "Ho scritto una canzone", 2010. Label: Gallery Records Inc.
- "Caduta libera", 2011. Label: Gallery Records Inc.

### アルバム
- Giorni, 2004. Label: EMI Italia
- Buon viaggio, 2005. Label: EMI Italia
- Sesso gioia rock 'n' roll, 2006. Label: Makno Music
- "Simone Tomassini", May 11, 2011. Label: Gallery Records, Inc.

### DVD
- Simone Live: '05 Alcatraz Milano, 2006. Label: Makno Music